# Mars 1937

## Événements
- Espagne : intervention italienne. 70 000 hommes partent avec un matériel considérable pour soutenir Franco qui ne dispose alors que de 25 000 hommes.
- Premier vol du Heinkel HC-112 équipé d'un moteur fusée.

- 5 mars : création de la compagnie aérienne Allegheny Airlines qui deviendra All American Airways en 1949 puis US Airways.

- 8 - 18 mars : bataille de Guadalajara. Défense des forces italiennes dans le secteur de Madrid.

- 9 mars, Allemagne : déportation de 2000 individus accusés d'«atteinte aux bonnes mœurs».

- 10 mars : début du raid Paris-Saigon-Paris bouclé par un équipage français en 4 jours et 22 heures sur un Percival Vega Gull.

- 11 mars (Algérie) : l’Étoile nord-africaine devient le Parti du peuple algérien.

- 12 mars : l'État français lance un emprunt pour la défense nationale.

- 19 mars : encyclique Divini Redemptoris de Pie XI sur le « communisme athée ».

- 20 mars (AOF)[1] : décrets du Front Populaire autorisant la création de syndicats noirs en AOF et leur conférant le droit de négocier des conventions collectives.
  - Création d’un syndicat d’enseignant en AOF sous l’égide de Mamadou Konaté et Ouezzin Coulibaly.

- 21 mars : 
  - Massacre de Ponce à Porto Rico.
  - Lecture de l'Encyclique Mit brennender Sorge de Pie XI condamnant le nazisme: premier document pontifical évitant le latin et adoptant, vu la gravité du sujet, une langue moderne.

- 22 mars : disparition au-dessus de la Mer du Nord de la duchesse de Bedford (81 ans) qui était seule à bord d'un avion de Havilland Moth.

- 24 mars : imposition de la Loi du cadenas au Québec pour contrer la propagande communiste.

- 31 mars : offensive nationaliste au Pays basque.

## Naissances
- 1er mars : Jed Allan, acteur américain († 9 mars 2019).
- 2 mars : Abdelaziz Bouteflika (عبد العزيز بوتفليقة), Ancien président de l'Algérie à partir du 27 avril 1999 - et réélu en 2004 († 17 septembre 2021).
- 6 mars : Valentina Terechkova, cosmonaute russe, première femme dans l’Espace.
- 7 mars : Chicuelo (Rafael Jiménez Castro), matador espagnol († 1er avril 2023).
- 8 mars : Juvénal Habyarimana, président du Rwanda († 6 avril 1994).
- 9 mars : Bernard Landry, homme politique canadien et ancien premier ministre du Québec († 6 novembre 2018).
- 11 mars : Jovan Divjak, Militaire yougoslave puis bosnien († 8 avril 2021).
- 16 mars : Attilio Nicora, cardinal italien, président du patrimoine du siège apostolique († 22 avril 2017).
- 21 mars : Ann Clwyd, politicienne britannique († 21 juillet 2023).
- 24 mars : Romain Bouteille, metteur en scène, comédien et humoriste français, fondateur avec Coluche du « Café de la Gare » († 31 mai 2021).
- 26 mars : 
  - James Matthew Lee, premier ministre de l'Île-du-Prince-Édouard († 11 octobre 2023).
  - Ahmed Qoreï, homme politique palestinien († 26 février 2023).
- 30 mars : Warren Beatty, acteur et réalisateur américain.
- 31 mars : Claude Allègre, géochimiste et homme politique français († 4 janvier 2025).

## Décès
- 8 mars : Howie Morenz, joueur de hockey canadien (° 1902).
- 10 mars : Ievgueni Zamiatine, écrivain russe (° 1884).
- 12 mars : Charles-Marie Widor, compositeur et organiste français (°1844).
- 15 mars : H. P. Lovecraft, écrivain américain  (° 1890).
- 28 mars : Karol Szymanowski (55 ans), compositeur polonais (° 6 octobre 1882).